# Starets de la Trans-Volga
Les starets de la Trans-Volga (russe : Заволжские старцы, zavoljskie startsi) sont un groupe de starets disciples et partisans de Nil de la Sora et ayant vécu dans la région de la Trans-Volga, dans des monastères de Beloozero et de Vologda.
À la tête des starets de la Trans-Volga se trouvait Nil de la Sora, autour duquel se regroupèrent son maître Païssi Iaroslavov, Vassian Patrikeïev, le starets Herman († 1533), Gouri Touchine († 1526), Cassien, évêque de Riazan, l'abbé de la Trinité Porphyre et d'autres starets de monastères de la Trans-Volga.
Dirigé par Nil de la Sora, les starets recherchaient la perfection morale à travers la critique et l'étude consciente de l'Écriture. Convaincus que tous, laïcs ou membres du clergé, étaient appelés à enseigner, les starets diffusèrent de manière vigoureuse leurs enseignements de vie selon l'esprit et de refus du formalisme.

## Les starets pour un traitement humain des hérétiques
À la fin du XVe siècle et au début du XVIe siècle, ils développent une vision cohérente de l'homme et de son éducation, en s'opposant fortement au parti de Joseph de Volokolamsk.
Se basant sur les enseignements de l'Evangile sur l'amour et la charité, les starets de la Trans-Volga demandent lors du concile de 1490 puis dans deux lettres datées de 1504 et 1505 (dont seule la seconde est conservée dans le volume XVI de la Drevnaïa Rossiskaïa Vivliofika (Древняя российская вивлиофика), un traitement humain envers les hérétiques de la « secte de Skhariya le Juif ». Ils proposaient seulement de les exclure de l'Eglise et de pardonner à ceux qui se seraient repentis. Le starets Herman fit même valoir que prier valait mieux que de juger et de punir. Cette défense, et plusieurs similitudes entre les starets et les judaïsants, notamment la critique des vices de la vie monastique, leur ont fait porter le soupçon d'hérésie.

## Les starets face aux biens de l'Église
L'intervention des starets au concile de 1503, au cours de laquelle ils dénoncent la possession par les monastères de terres et de paysans, est interprétée dans le même sens. Selon eux, la possession de biens soumet le clergé au pouvoir, le prive d'indépendance lors des conflits avec ce dernier, ne lui permet pas de dénoncer et de freiner la violence du monde et démoralise la vie monastique. Cette vie est donc contraire à l'Evangile et à la vie ascétique. Ils estiment donc que les richesses doivent revenir aux pauvres plutôt que d'orner les églises. L'aspect cérémoniel et somptuaire n'a pas sa place dans la vie religieuse. Leurs monastères diffèrent donc nettement par leur aspect humble des églises des partisans de Joseph de Volokolamsk. Par la suite, les starets de la Trans-Volga s'intègreront logiquement au groupe dit des « non-possédants » qui s'opposera aux « Possédants » qui suivent la doctrine de Joseph de Volokolamsk.

## Les starets et le pouvoir politique
Bien que les starets aient rencontré une complète désapprobation, voire l'hostilité de la majorité, ils ont ouvertement et avec force exprimé leurs points de vue. Ainsi, ils ont protesté contre la décision du concile de 1503 d'interdire à toutes les veuves de diacres et de popes d'officier dans la liturgie.
En 1525, ils protestent courageusement contre le divorce et le remariage de Vassili III.
En 1523, l'un des starets, l'abbé de la Trinité Porphyre, est emprisonné pour avoir pris la défense du prince de Novhorod-Siverskyï Vassili Ivanovitch Chemiatchitch (ru) emprisonné à Moscou malgré les serments et les échanges de lettres virulents du grand-prince avec le métropolite de Moscou Daniel.

## Postérité
À partir des starets de la Trans-Volga se développe l'institution du starets en Russie, institution à peu près inconnue jusque-là, et qui se développera pleinement au XIXe siècle.

## Sources
Article en ligne de l'Encyclopédie Brockhaus et Efron